# Oromové
Oromové jsou nejpočetnějším národem Etiopie, jehož obyvatelstvo tvoří asi 80 odlišných etnických skupin. Žijí především na jihu Etiopie a také na severu Keni, podle jiných pramenů i v oblasti celého Afrického rohu.
Mají vlastní jazyk oromštinu, ale ve vyznání jsou značně nejednotní. Převládá však islám.

## Původ
Oromové hovoří oromštinou, ta se řadí mezi kušitské jazyky z afroasijské jazykové rodiny. Lidé hovořící původní kušitštinou obývali severovýchod a východ Afriky, což dokládají nejstarší historické záznamy. Země Kúšitů, Núbijců nebo starověkých Etiopanů na středním a dolním toku Nilu byla právě domovem lidí hovořící kúšitštinou. Později docházelo k rozptýlení této populace, která se následně rozdělila do několika dalších lingvistických a kulturních skupin. Různé národy, jejichž jazyk patří do kúšitské větve afroasijské jazykové rodiny, dnes obývají severovýchod a východ Afriky. Národ Oromo, jehož jazyk do kúšitské větve řadíme, postupně migroval směrem na jih, poté na východ a západ a obýval značnou část Afrického rohu. Duchovní, kulturní, jazykové rysy Oromů potvrzují, že jsou původními obyvateli Afriky, navíc dochované historické prameny podávají důkaz o jejich existenci ve východní Africe jako společenství fungujícího po tisíce let. Objevila se i ojedinělá tvrzení, která popírají, že by Oromové byly původními obyvateli, podle těchto názorů přišli z Asie přes Madagaskar nebo se na africkou půdu dostali přes Rudé moře.

## Pohled Oromů na svou vlastní historii
Oromové, jež se považují za státotvorné etnikum, obývají značnou část afrického kontinentu. V samotné Etiopii jsou nejpočetnějším etnikem. Mají své autentické politické a sociální instituce, které rozvíjely během své dlouhověké historie. Vytvořili politický systém zvaný „gadaa“, unikátní demokratické státní zřízení, jež ovlivňuje a řídí každodenní život Oromů ve společnosti narozením počínaje a smrtí konče.
Oromie jako region etiopské federace patří k nejbohatším v oblasti Afrického rohu. Přesto se potýká s chudobou a mnoha problémy, z nichž Oromové viní etiopskou ústřední vládu. Oromie byla Etiopií před více než sto lety kolonizována. Etiopské císařství bylo, podle názoru Oromů, mnohem zaostalejší ve srovnání s jejich tradičním uspořádáním společnosti a jejich vlastními výdobytky. Oromský národ ustrnul ve svém vývoji právě z důvodu podmanění Etiopií, která dále nejevila zájem o rozvoj regionu, oromský lid byl vystaven krutému útisku, vykořisťování, hladomoru a vyhlazování.
Oromský národ byl kolonizován ve 2. polovině 19. století Etiopií s pomocí evropských koloniálních mocností, Evropané zabrali sousední Somálsko, Keňu a Súdán. Případ Oromie je docela speciální, protože jde o jediné území, jež bylo zabráno africkou zemí namísto evropskou mocností. V letech 1870–1900 probíhala kolonizace Oromie, počet obyvatel oromského původu se snížil z 10 na 5 miliónů.[zdroj?] Za vlády etiopských panovníků Jana, Menelika a jejich následovníků bylo s oromským lidem velice krutě zacházeno. Mnoho Oromů bylo zabito armádou a nově usazenými osadníky, jiní zemřeli hladem, kosily je epidemie, nebo byli prodáváni do otroctví. Zbylé obyvatelstvo bylo degradováno do pozice tzv. gabbarů a prakticky se z nich stali nevolníci. Vláda císaře Haileho Selassieho se nesla v duchu předešlých poměrů. Selassie, jež byl u moci v období 1917–1974, vystavil oromský národ dalším diskriminačním opatřením a represím, jejichž cílem bylo trvalé vykořenění oromské kultury a povědomí.
Oromové společně s dalšími utiskovanými etniky vytrvali v boji proti etiopskému režimu, v roce 1974 byl Selassie svržen, nicméně moci ve státě se chopila vojenská junta, která pokračovala ve vykořisťování oromských obyvatel. Značná část padla ve válkách, jež vedla Etiopie proti Eritreji a Somálsku. Řada dalších Oromů zemřela v ulicích měst za éry tzv. Rudého teroru, který byl později rozšířen i do venkovských oblastí. Masakry, doprovázené bombardováním, jejichž účelem bylo usmrcení civilistů, chovaných zvířat, znehodnocení úrody a majetku, donutily mnoho Oromů k opuštění země a hledání útočiště v sousedních státech. Značná část uprchlíků v Africkém rohu je právě oromského původu. Současný režim, v jehož čele stojí Meles Zenawi, působí navenek jako demokratický. Země byla federalizována, avšak veškerou moc má fakticky v rukou právě Zenawi. Prostřednictvím kampaně slibující rozvoj, odškodnění Oromů, značnou míru samosprávy a zlepšení gramotnosti se snaží zakrýt proces de-oromizace a naopak urychlit proces amharizace (Amharové – 2. nejpočetnější etnikum žijící v Etiopii). Většina programů a projektů ve skutečnosti vede k vysídlování Oromů a popírání jejich svobod a lidských práv.

## Náboženství
Původní oromské náboženství se nazývá waaqeffanna. Název pochází od slova waaqa, které znamená v oromských jazycích i v somálštině v překladu stvořitel.  Vyznavači náboženství waaqeffanna se nazývají waaqeffataa. Základním vyznáním je víra v jediného Boha Waaqa Tokkicha vnímaného jako stvořitele vesmíru. 

Důležitou roli v náboženství hrají Ayyaanové, duchovní prostředníci mezi bohem stvořitelem a světem. 

Ayyaanové při ceremoniálech vstupují dle víry do některých lidí, poté na základě tohoto vyvolení titulovaní jako Qallu (muži) a Qallitti (ženy). Tito jsou schopni poté dalším lidem i vše, tvorům prostředkovat duchovní ochranu. 

Další náboženskou institucí je Quallu (ze slova quall, čistý), jehož členové chrání kulturu a tradice. Vnímají se jako poslové boha Waaqa a působí tak, že jsou spojeni s určitým Ayyaanem a vykonávají rituální činnosti (dalalga). 

Waaqeffatové z celého regionu cestují na náboženskou pouť (musejí být ženatí a obřezaní), aby na jejím konci spatřili Abbaa Muudaa, nejvyššího z Qalluů a proroka, jemuž obětují býka. Poutníci povykonání pouti nosí titul džila a jsou pak způsobilí provádět rituály. 

Maaram je ženské božstvo oceánu a bohyně plodnosti. 

Irreechaa je obřad díkůvzdání na jaře a na podzim. 

Zemřelí (jejich duchové zvaní ekeraa) se dle víry setkávají v Iddoo Dhugaa („místo pravdy“). 

Dnes se mnoho Oromů hlásí ke křesťanství či islámu, běžná je však také vícečetná náboženská identita, kdy vedle křesťanství či islámu lidé ctí rovněž náboženství waaqeffanna.